# Anthene leptines
Anthene leptines är en fjärilsart som beskrevs av William Chapman Hewitson 1874. Anthene leptines ingår i släktet Anthene och familjen juvelvingar. Inga underarter finns listade i Catalogue of Life.

## Bildgalleri

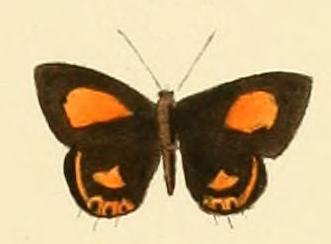
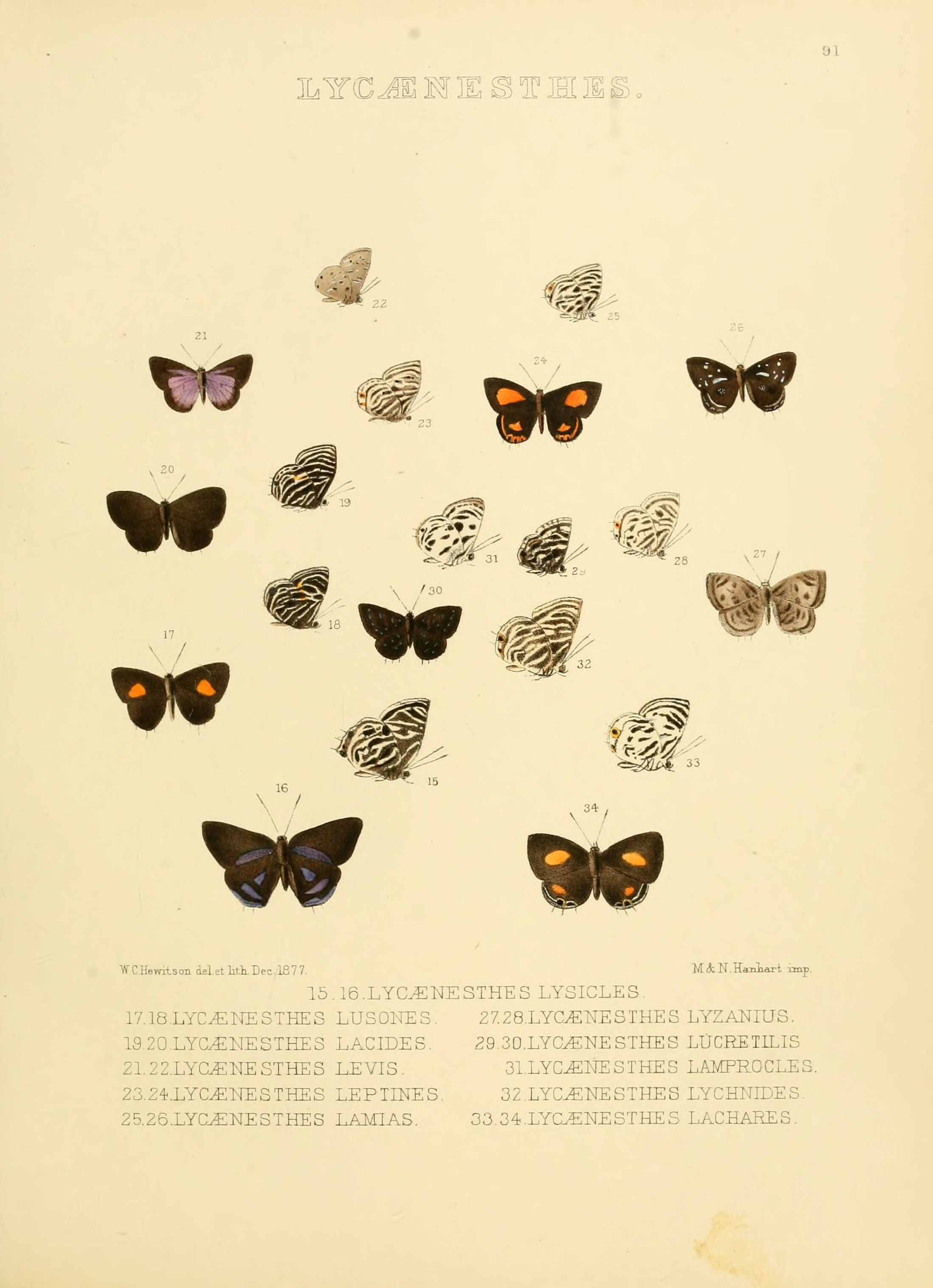